# Alfred Marie Hubert Octave Michiels van Kessenich
Jhr. Alfred Marie Hubert Octave Michiels van Kessenich (Meerssen, 25 mei 1906 - 25 juni 1980) was een Nederlands politicus.
Hij werd geboren als zoon van jhr. Octave François Henri Michiels van Kessenich en Maria Hubertina Paula Augusta Francisca von Pelser Berensberg. Michiels van Kessenich was vanaf 1947 de burgemeester van Baexem. In 1967 werd hem op eigen verzoek ontslag verleend. Hij overleed in 1980 op 74-jarige leeftijd.